# Papírová města
Papírová města (v anglickém originále Paper Towns) je britsko-americká romantická komedie založená na stejnojmenném románu Johna Greena z roku 2008. Scenáristy filmu jsou Scott Neustadter a Michael H. Weber, stejný tým, který napsal scénář pro Greenovu první filmovou adaptaci Hvězdy nám nepřály. Hlavními hvězdami jsou Nat Wolff, Cara Delevingne, Justice Smith, Austin Abrams, Halston Sage a Jaz Sinclair. Film měl premiéru dne 24. července 2015 ve Spojených státech amerických a o den dříve v České republice.

## Děj
Film se odehrává v Orlandu na Floridě, kde Quentin "Q" Jacobsen (Nat Wolff) žije vedle Margo Roth Spiegelman (Cara Delevingne), své kamarádky z dětství, do které je zamilovaný. Když se jeden den vyšplhá k němu do pokoje a pozve ho na noční road trip za pomstou, nemůže si pomoci a vyráží. Další den se však Margo neukáže ve škole a po pár dnech je prohlášena za ztracenou. Q brzy přijde na to, že zanechala vodítka právě pro něho, ale jak se začíná dozvídat více věcí o Margo, zjišťuje, že už není jisté, co a koho vlastně hledá.

## Obsazení
| Nat Wolff          | Quetin "Q" Jacobsen    |
| Cara Delevingne    | Margo Roth Spiegelman  |
| Justice Smith      | Marcus "Radar" Lincoln |
| Austin Abrams      | Ben Starling           |
| Halston Sage       | Lacey Pemberton        |
| Griffin Freeman    | Jase Worthington       |
| Caitlin Carver     | Becca Arrington        |
| Jaz Sinclair       | Angela                 |
| Cara Buono         | Connie Jacobsen        |
| Susan Macke Miller | Paní Spiegelman        |
| Tom Hillman        | Pan Spiegelman         |
| Meg Crosbie        | Ruthie Spiegelman      |
| Jim Coleman        | Detektiv Otis Warren   |

## Produkce
24. března 2014 autor knihy John Green oznámil prostřednictvím Twitteru, že Papírová města budou vznikat pod studiem Fox 2000 a scénář a produkce bude probíhat pod stejným týmem jako film Hvězdy nám nepřály. V září bylo oznámeno, že film bude režírovat Jake Schreier.

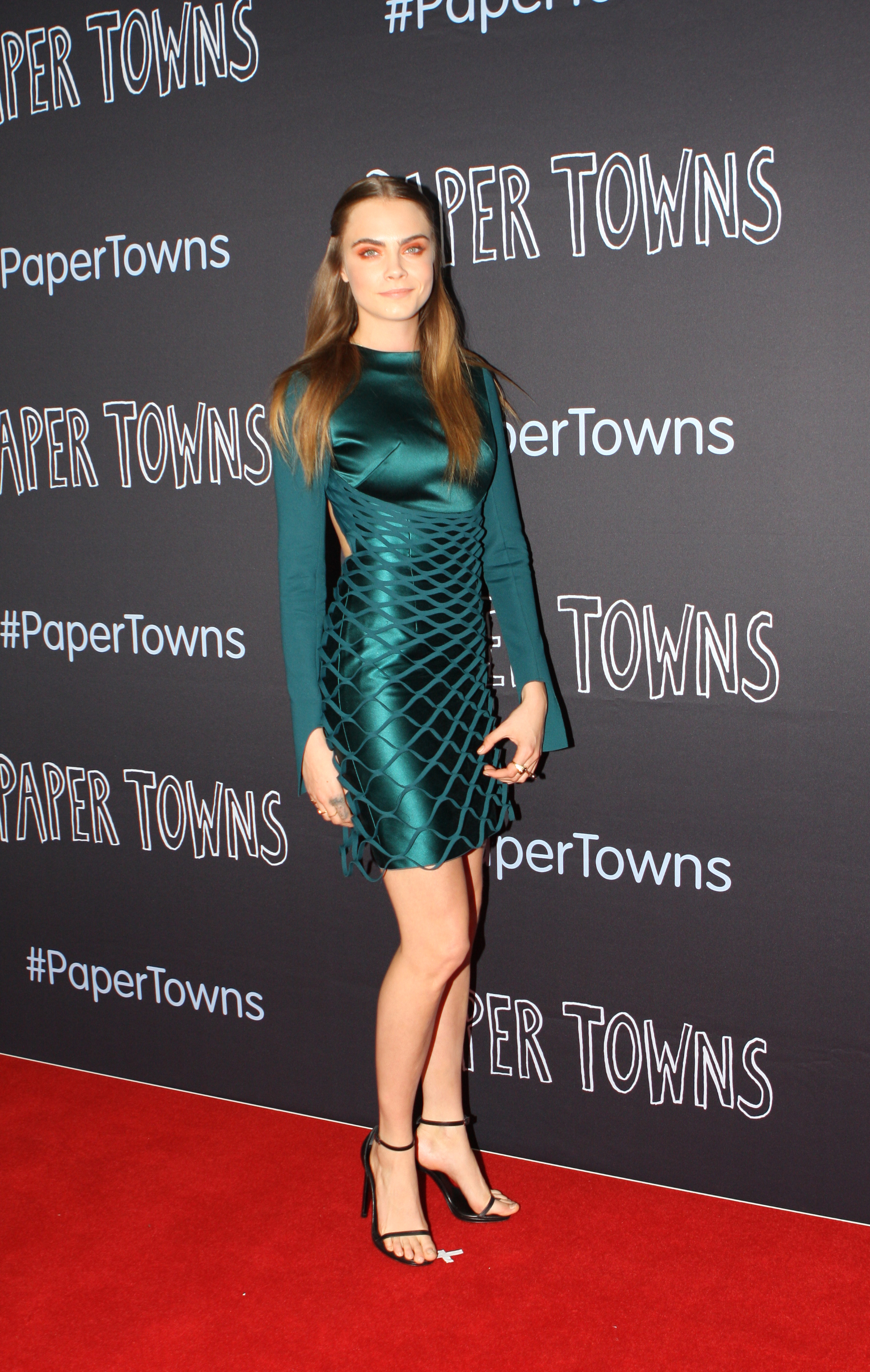
Cara Delevingne na premiéře filmu Papírová města.

### Casting
24. března 2014 John Green oznámil, že Nat Wolff bude hrát hlavní roli Quentina "Q" Jacobsena. 16. září 2014 magazín Variety oznámil, že Cara Delevingne si zahraje Margo Roth Spiegelmanovou. 9. října 2014 se k obsazení připojili Justice Smith, Austin Abrams a Halston Sage.

### Natáčení
Natáčení začalo 3. listopadu 2014 v okolí Charlotte v Severní Karolíně.

## Uvedení
Film měl být původně uveden 31. července 2015. Datum se později posunulo na 19. června a poté na 5. června, jednoroční výročí uvedení filmu Hvězdy nám nepřály. V březnu 2015 bylo oznámeno, že premiéra filmu bude 24. července 2015.

## Ohlas

### Tržby
Film vydělal 32 milionů dolarů v Severní Americe a 53,5 milionů dolarů v ostatních oblastech, celkově tak vydělal 85,8 milionů dolarů po celém světě. Rozpočet filmu činil 12 milionů dolarů. Za první víkend docílil šesté nejvyšší návštěvnosti, kdy vydělal 12,5 milionů dolarů.

### Recenze
Film získal smíšené recenze od kritiků. Na recenzní stránce Rotten Tomatoes získal ze 134 započtených recenzí 57 procent. Na serveru Metacritic snímek získal z 34 recenzí 56 bodů ze sta. Na Česko-Slovenské filmové databázi si snímek k 5. prosinci 2018 drží 62 %.

### Ocenění
| Ocenění             | Kategorie                           | Nominovaní          | Výsledek  |
| ------------------- | ----------------------------------- | ------------------- | --------- |
| Teen Choice Awards  | Nejlepší letní film                 | Nejlepší letní film | vítězství |
| Teen Choice Awards  | Nejlepší letní filmová hvězda: muž  | Nat Wolff           | nominace  |
| Teen Choice Awards  | Nejlepší letní filmová hvězda: žena | Cara Delevingne     | vítězství |
| Teen Choice Awards  | Objev roku ve filmu                 | Cara Delevingne     | vítězství |
| Young Artist Awards | Nejlepší herecký výkon ve filmu     | Hannah Alligood     | nominace  |